# Ahimehmet, Çorlu
Ahimehmet là một xã thuộc huyện Çorlu, tỉnh Tekirdağ, Thổ Nhĩ Kỳ. Dân số thời điểm năm 2011 là 690 người.